# Ciemnobiałka prążkowanotrzonowa

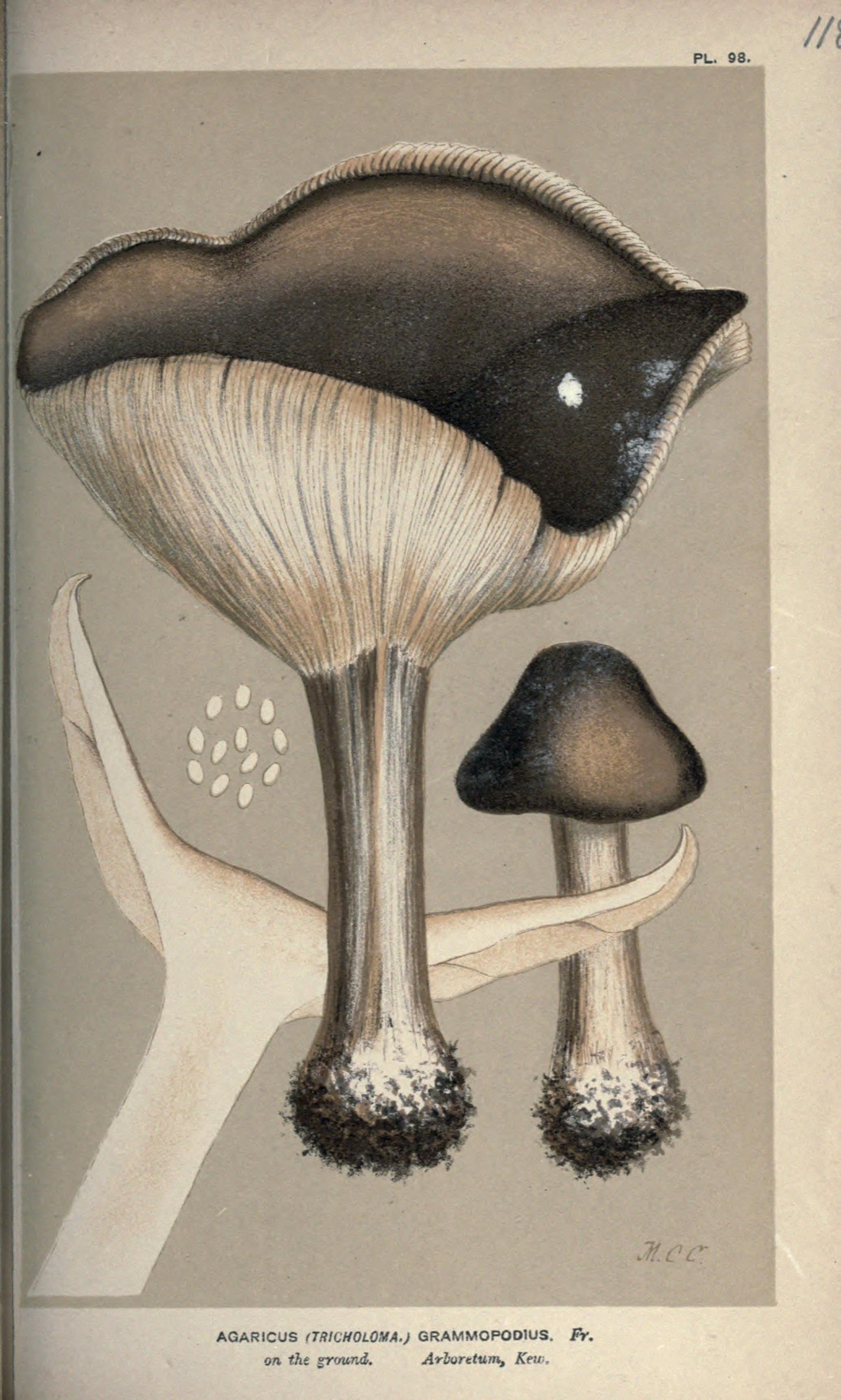

Ciemnobiałka prążkowanotrzonowa (Melanoleuca grammopodia (Bull.) Murrill) – gatunek grzybów należący do rzędu pieczarkowców (Agaricales).

## Systematyka i nazewnictwo
Pozycja w klasyfikacji według Index Fungorum: Melanoleuca, Incertae sedis, Agaricales, Agaricomycetidae, Agaricomycetes, Agaricomycotina, Basidiomycota, Fungi.
Po raz pierwszy takson ten opisał w 1792 r. Jean Baptiste François Bulliard, nadając mu nazwę Agaricus grammopodius. Obecną, uznaną przez Index Fungorum nazwę nadał mu w 1935 r. William Alphonso Murrill, przenosząc go do rodzaju Melanoleuca. Ma 11 synonimów naukowych.
Polską nazwę nadał Władysław Wojewoda w 1999 r.

## Morfologia
Kapelusz
Średnica 5–12 cm, u młodych okazów łukowaty z podwiniętym brzegiem, u starszych płaski z prostym, ostrym brzegiem i niskim, tępym garbkiem. Powierzchnia gładka, błyszcząca, o barwie od siwobrązowej przez czarnobrązową do niemal czarnej.
Blaszki
Wykrojone i zbiegające ząbkiem, bardzo gęste,, siwobiałe, siwe lub kremowe.
Trzon
Wysokość 5–12 cm, grubość 1–2,5 cm, solidny, walcowaty ze zgrubiałą podstawą, pełny. Powierzchnia grubowłóknista i wyraźnie podłużnie karbowana, siwoczarna, przy podstawie jaśniejsza.
Miąższ
W kapeluszu biały, w trzonie brązowawy, bez wyraźnego zapachu i smaku.
Gatunki podobne
Ciemnobiałka ciemna (Melanoleuca melaleuca). Odróżnia się niekarbowanym, lub niewyraźnie karbowanym trzonem, i migdałowym zapachem.

## Występowanie i siedlisko
W Europie podano liczne stanowiska na całym obszarze. Występuje także w Ameryce Północnej i Azji. W Polsce W. Wojewoda w 2003 r. przytoczył 10 stanowisk z uwagą, że gatunek prawdopodobnie nie jest zagrożony. W późniejszych latach podano następne stanowiska. Najbardziej aktualne stanowiska podaje internetowy atlas grzybów. Znajduje się w nim na liście gatunków zagrożonych i wartych objęcia ochroną.
Naziemny grzyb saprotroficzny. Rośnie wśród traw na łąkach, pastwiskach, nieużytkach, przydrożach i lasach, zwłaszcza olchowych. Owocniki od kwietnia do października.
Jest grzybem jadalnym.